# أراكية
الأراكية (الاسم العلمي: Salvadoraceae) هي فصيلة من النباتات تتبع رتبة الكرنبيات من طائفة ثنائيات الفلقة.

## أجناس
- الأراك (الاسم العلمي:Salvadora)
- الضبر (الاسم العلمي:Dobera)
- الأزيمة (الاسم العلمي:Azima)
- الإطوتريون (الاسم العلمي:Ituterion)